# In the Mood for Love
In the Mood for Love is een Frans-Chinese film uit 2000 van regisseur Wong Kar-Wai.
Chinese titel: 花樣年華 (Fa yeung nin wa)

## Verhaal
Hong Kong 1962: Chow Mo-Wan en Su Li-Zhen komen op dezelfde dag naast elkaar te wonen. Chow is journalist bij een plaatselijke krant, Su werkt als secretaresse. Hun respectievelijke partners zijn niet veel thuis: haar man moet vaak op zakenreis en zijn vrouw maakt als receptioniste regelmatig overuren. Daardoor brengen de twee steeds meer tijd met elkaar door. Uiteindelijk realiseren ze zich waarom hun partners zo vaak weg zijn: ze hebben een verhouding. Samen proberen ze te achterhalen hoe het begonnen is. Doordat ze zoveel tijd met elkaar doorbrengen komen ze er pas laat achter dat ze verliefd op elkaar zijn geworden.

## Hoofdrollen
| Acteur              | Personage   |
| ------------------- | ----------- |
| Tony Leung Chiu-Wai | Chow Mo-Wan |
| Maggie Cheung       | Su Li-Zhen  |